# حكايات من أراضي البحار
حكايات من أراضي البحار (باليابانية: (ゲド戦記، جيدو سينكي) و(بالإنجليزية: Tales from Earthsea) فيلم رسوم متحركة ياباني (أنمي) أنتج عام 2006 من إخراج غورو ميازاكي فيما قام بتنفيذ الرسوم الكرتونية إستديو جيبلي.

## روابط خارجية
- حكايات من أراضي البحار على موقع IMDb (الإنجليزية)
- حكايات من أراضي البحار على موقع ميتاكريتيك (الإنجليزية)
- حكايات من أراضي البحار على موقع روتن توميتوز (الإنجليزية)
- حكايات من أراضي البحار على موقع نتفليكس (الإنجليزية)
- حكايات من أراضي البحار على موقع ألو سيني (الفرنسية)
- حكايات من أراضي البحار على موقع Turner Classic Movies (الإنجليزية)
- حكايات من أراضي البحار على موقع أول موفي (الإنجليزية)
- حكايات من أراضي البحار على موقع بوكس أوفيس موجو (الإنجليزية)
- حكايات من أراضي البحار على موقع فيلمافينيتي (الإسبانية)
- حكايات من أراضي البحار على موقع قاعدة بيانات الأفلام السويدية (السويدية)